# 章启月
章啟月（1959年10月—），中華人民共和國职业外交官，前外交部新闻发言人與駐希臘大使。

## 早年經歷
章啟月生在北京一个外交官家庭，父亲章曙曾出任过中国驻比利时王国、驻日本国大使，以及中国驻联合国政务參赞；母亲薛润吾也曾在外交部干部司工作。
1974年，中华人民共和国政府自在1949年建国后，首次派遣赴美留学生。章啟月与其他四名中学生被选中，公派到美国学习英语；其中也包括毛泽东英文教师章含之的女儿洪晃。其被选中的原因之一是，其父章曙当时已在联合国工作一年。由于联合国给国际职员的子女报销教育费，为节省赴美路费开支，政府将其选中。
在美国学习三年后，章啟月于1977年回国；并进入北京外国语大学学习。

## 工作經歷
1982年毕业后，考入联合国译员训练班，后在美国纽约联合国总部、驻日内瓦办事处秘书处，担任同声传译工作。
1987年回国后，章进入外交部国际司，历任国际司三秘、二秘、副处长、一秘。1995年，被派赴中国驻联合国代表团工作。
1998年底，章啟月回国出任外交部新闻司副司长，并于1999年1月26日，首次以外交部新闻发言人的身份主持例行记者招待会，成为中国第三位女外交部发言人。
2005年2月，接替关呈远任驻比利时特命全权大使。2008年8月，接替兰立俊任驻印度尼西亞特命全权大使。
2011年回國，任中华人民共和国外交部机关党委常务副书记。2014年7月，調任常驻联合国代表团公使銜參贊。2014年12月接替孙国祥出任駐紐約總領事，2018年5月卸任。
2018年1月，当选第十三届全国政协委员。同年8月接替鄒肖力出任駐希臘特命全权大使，至2021年4月3日卸任回國。

## 家庭
已婚。丈夫刘结一亦為中國外交官，曾擔任中國常駐聯合國代表、特命全權大使。曾任中共中央台湾工作办公室、国务院台湾事务办公室主任。兩人育有一子。